# Espasa de Stalingrad

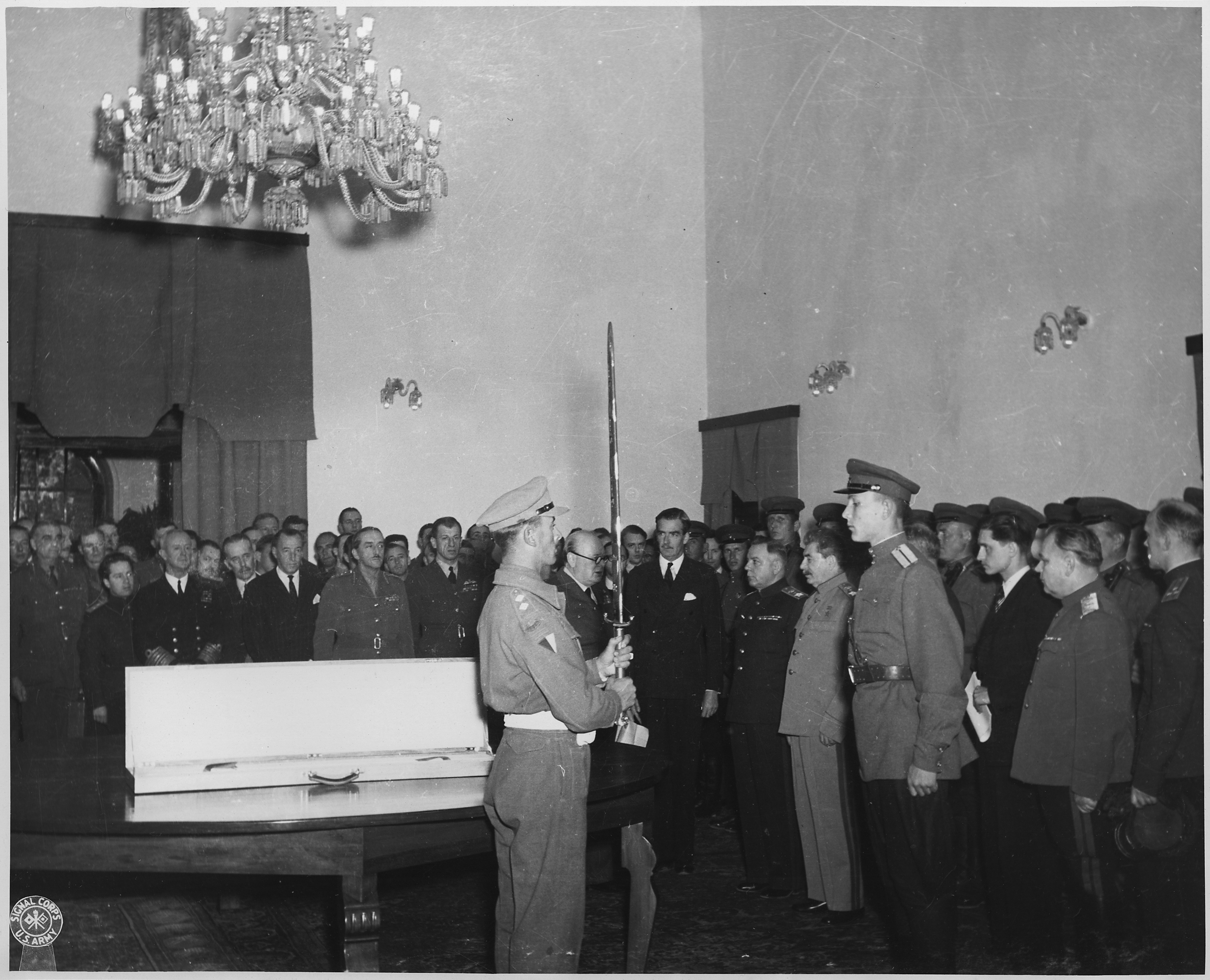
Churchill presentant a Stalin l'Espasa de Stalingrad

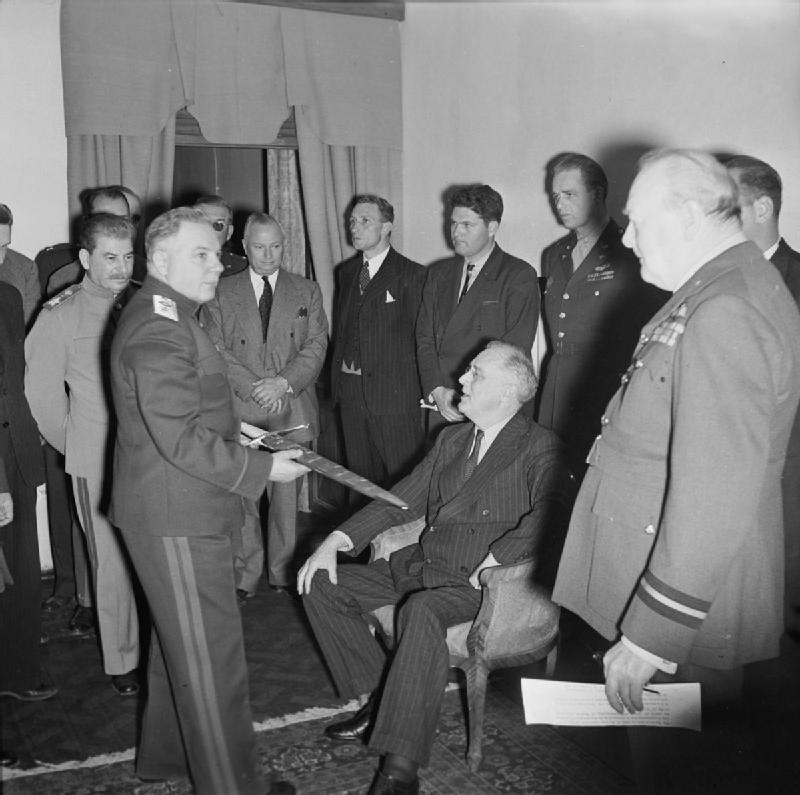
Espasa de Stalingrad: una de les tres còpies fetes per Wilkinson Sword al 1943.

L'Espasa de Stalingrad és una espasa a dues mans enjoiada forjada i gravada especialment per ordre del Rei Jordi VI com a mostra d'homenatge del poble britànic als defensors soviètics de la ciutat durant la batalla de Stalingrad. El 29 de novembre de 1943 va ser oferta al Mariscal Stalin pel Primer Ministre Churchill a una cerimònia durant la Conferència de Teheran, en presència del President Roosevelt i davant d'una guàrdia d'honor. Durant la inspecció de la fulla, el Mariscal soviètic Kliment Voroixílov va deixar caure l'espasa.

## Descripció
L'espasa és de doble tall, de model croat a dues mans, aproximadament de 121cm de longitud, amb una guarda en plata. La inscripció gravada a l'àcid, escrita en anglès i rus, diu: "Als ciutadans amb cor d'acer de Stalingrad • el present del Rei Jordi VI • en mostra d'homenatge del poble britànic".

ГРАЖДАНАМ СТАЛИНГРАДА • КРЕПКИМ КАК СТАЛЬ • ОТ КОРОЛЯ ГЕОРГА VI • В ЗНАК ГЛУБОКОГО ВОСХИЩЕНИЯ БРИТАНСКОГО НАРОДА

TO THE STEEL-HEARTED CITIZENS OF STALINGRAD • THE GIFT OF KING GEORGE VI • IN TOKEN OF THE HOMAGE OF THE BRITISH PEOPLE

L'empunyadura està feta en 8 de 18 quirats i té un pom de cristall de roca amb una rosa d'Anglaterra en or. El final de la guarda de 25cm està adornada amb el cap d'un lleopard i acabada en daurat.
Els 91cm de fulla són convexos i forjats a mà amb el millor acer de Sheffield. La beina es va feta de pell de xai persa tenyit en vermell, si bé algunes fonts afirmen que es tracta de cuir marroquí. Està decorada amb l'escut reial, la corona i el monograma reial en plata daurada, amb 5 muntures en plata i 3 robins muntants en estrelles d'or.
En el seu moment va afirmar-se com una de les darreres obres mestres de la forja d'espases de l'època moderna.

## Fabricació
El disseny original va ser obra de R.M.Y. Gleadowe, un catedràtic d'art de la Universitat d'Oxford, i va ser aprovat pel Rei. Una comissió de 9 artesans experts de van supervisar l'execució dels treballs. La redacció en rus va ser aprovada per Sir Ellis Hovell Minns, un iconògraf eslau i President del Pembroke College, Cambridge.
La Wilkinson Sword Company va encarregar-se de la fabricació, i els artesans principals van ser Tom Beasley i Sid Rouse, el cal·lígraf M. C. Oliver i l'argenter Corp. Leslie G. Durbin de la Royal Air Force. L'acer per a la forja provenia de Sanderson Brothers and Newbould de Sheffield. El projecte va trigar 3 mesos a completar-se.

## La presentació
La presentació oficial va ser feta mentre que els Big Three estaven reunits a l'ambaixada soviètica durant la Conferència de Teheran al novembre de 1943, a on s'estaven ultimant els plans per a l'Operació Overlord.
Després de 3 hores de retard, els tres caps i les seves delegacions es van reunir a la gran sala de conferències amb una guàrdia d'honor britànica i soviètica formada a un costat de la sala. Winston Churchill entrà vestint el seu uniforme de Comodor de la RAF i una banda militar soviètica interpretà God Save the King i La Internacional. Churchill va prendre l'espasa de mans d'un tinent britànic i, girant-se a Stalin, declarà, M'han encarregat oferir-li aquesta espasa d'honor com a prova d'homenatge del poble britànic. Stalin besà la fulla i ho agraí als britànics. Llavors, oferí l'espasa a Franklin Roosevelt perquè la inspeccionés, el qual va assenyalar la fulla i la va mantenir en alt, dient realment tenen els cors d'acer (en anglès, Stalin s'assembla fonèticament a man of steel, home d'acer).
L'espasa va tornar a ser guardada a la beina, i al final de la cerimònia, Stalin la donà inesperadament a un dels seus camarades més antics i més lleials, el Mariscal Kliment Voroixílov. Això el sorprengué i va agafar malament l'espasa, que sortí de la beina i caigué. Les versions difereixen en si li va caure als peus, a terra, o si va ser agafada a temps per ser tornada a la beina. Tot i l'incident, Voroixílov, qui havia estat un dels socis de Stalin més antics i durant molt de temps Comissari de Defensa, seguí gaudint d'una llarga i exitosa carrera a l'alt escalafó soviètic.

## Disposició
Abans de ser presentada, l'espasa va ser exhibida per tot el Regne Unit com una icona religiosa, incloent a l'Abadia de Westminster.
L'espasa original està exposada al Museu de la Batalla de Stalingrad de Volgograd. Durant la Guerra Freda tornà a Gran Bretanya per a exposicions temporals en almenys 3 ocasions. Wilkinson Sword va forjar 3 espases més poc després:
- Wilkinson Museum, Sword Centre, Acton, Londres
- South African National Museum of Military History, Johannesburg[13]
- Col·lecció privada